# István Várdai
István Várdai o Várday (Szabolcs, 1425 circa – Kalocsa, 22/26 febbraio 1471) è stato un cardinale e arcivescovo cattolico ungherese.

## Biografia
Nacque da una famiglia nobile. Studiò a Ferrara, dove si laureò in diritto canonico. Si arruolò nell'esercito ungherese che difendeva i confini contro i Turchi. Successivamente abbracciò lo stato ecclesiastico. Dal 1451 al 1454 fu canonico della cattedrale di Eger, poi passò due anni in Transilvania e al suo ritorno fu promosso prevosto del capitolo e nominato vice-cancelliere del regno d'Ungheria, carica che mantenne fino al 1458. Dal 1464 al 1471 fu cancelliere del regno d'Ungheria. Il re Ladislao V lo nominò arcivescovo di Kalocsa e fu confermato dal papa il 25 febbraio 1457. Fu una tipica figura di vescovo rinascimentale, uomo di grande cultura umanistica, che portò a Kalocsa l'influsso del Rinascimento italiano. La sua attività episcopale fu intensa e organica: celebrò il sinodo diocesano, istituì la visita pastorale nelle parrocchie, rivolse la sua attenzione alla formazione del clero, inviò giovani chierici nelle università europee, fondò una biblioteca e curò anche le rendite dell'arcidiocesi.
Nel medesimo anno fu inviato in Francia per trattare il matrimonio di Ladislao V con una figlia di Carlo VII, ma la missione fu interrotta per la morte del sovrano ungherese.
Nel concistoro del 18 settembre 1467 papa Paolo II lo creò cardinale su istanza di Mattia Corvino e re Luigi XI di Francia. Fu pubblicato il giorno seguente e il 13 maggio 1468 ricevette il titolo dei Santi Nereo e Achilleo.
Morì fra il 22 e il 26 febbraio 1471 e fu sepolto a Kalocsa.